# سيمون أستا
سيمون أستا (بالألمانية: Simon Asta)‏ هو لاعب كرة قدم ألماني، ولد في 25 يناير 2001 في آوغسبورغ في ألمانيا. لعب مع نادي آوغسبورغ.

## وصلات خارجية
- سيمون أستا على موقع قاعدة بيانات كرة القدم.إي يو (الإنجليزية)
- سيمون أستا على موقع بيانات كرة القدم. دي إي (الألمانية)
- سيمون أستا على موقع Soccerway.com (الإنجليزية)
- سيمون أستا على موقع عالم كرة القدم.نت (الإنجليزية)